# 杨伯峻

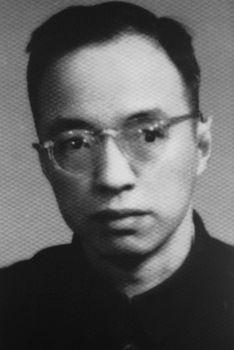
杨伯峻

杨伯峻（1909年—1992年），原名杨德崇，生於湖南省长沙，语言学家。杨伯峻主要從事古汉语语法和虚词研究以及中文古籍整理和译注。

## 生平
1909年杨伯峻生于湖南长沙。他曾从其叔著名语言学家杨树达学习。1926年他报考北京大学并被录取，1931年拜黄侃为师，1932年毕业于北京大学中文系。此后曾历任中学教员、冯玉祥将军研究室成员、广东中山大学讲师、湖南《民主报》社社长。
楊伯峻1926年在北京大學加入中國共産黨，1932年與中國共産黨組織失去聯繫，1948年在長沙重新入黨，任中共長沙工委書記。後历任湖南省政治协商会议秘书处处长、中共湖南省委统战部办公室主任、北京大学中文系副教授。1957年反右運動期間，被打成右派。后改任兰州大学中文系副教授。1960年调回北京，任中华书局编辑、北京大学历史系教授，后任中国语言学会理事、国务院古籍整理出版规划小组顾问等。

## 著作
古汉语语法和虚词研究方面的著作主要有：
- 杨伯峻，中国文法语文通解，上海：商务印书馆，1936年
- 杨伯峻，文言语法，北京：北京出版社，1956年
- 杨伯峻，文言文法，北京：中华书局，1963年
- 杨伯峻，文言虚词，北京：中华书局，1965年
- 杨伯峻，古汉语虚词，北京：中华书局，1980年
- 杨伯峻、田树生，文言常用虛词，长沙：湖南人民出版社, 1983年
- 杨伯峻、徐提编，春秋左传词典，北京：中华书局，1985年
- 楊伯峻、何樂士，古漢語語法及其發展，北京：語文出版社，1992年

文古籍整理和译注方面的著作主要有：
- 杨伯峻，《列子集解》，上海：龙门联合书局，1958年
- 杨伯峻，《论语译注》，北京：中华书局，1958年
- 杨伯峻，《孟子译注》，北京：中华书局，1960年
- 杨伯峻，《春秋左传注》，北京：中华书局，1981年

其他著作有：
- 楊伯峻，列子著述年代考，藝文印書館, 1971年
- 楊伯峻、金儒杰，楊伯峻学術论文选辑，神州圖書公司, 1983年
- 杨伯峻，杨伯峻学术论文集，长沙：岳麓书社, 1984年
- 杨伯峻，杨伯峻治学论稿，长沙：岳麓书社, 1992年
- 文史知识编辑部，经书浅谈，北京：中华书局，1984年
  - 杨伯峻，经书浅谈，北京：中华书局，2004年
- 左言东编著，杨伯峻审定，中国政治制度史，杭州：浙江古籍出版社, 1986年
- 楊伯峻，楊伯峻自傳，載中國現代社會科學家傳略第4輯，太原市：山西人民出版社，1983年，頁125-131
  - 杨伯峻，自传，古籍整理研究学刊1990年04期

## 家庭
- 祖父：杨孝秩
- 父：楊樹穀
- 叔父：楊樹達
- 兄弟（2人）：
- 姐妹（7人）：杨德庄
- 堂兄弟（楊樹達之子6人）：杨德洪、杨德骧、杨文玄（杨德鑫）、杨德豫、杨德庆、杨德嘉
- 堂姐妹（楊樹達之女2人）：杨德娴、杨德纯
- 前妻：粟陶静
  - 长子：杨逢时（老大）
  - 长女：杨逢瑜（老二）
  - 次子：杨逢祖（老三）
  - 三子：杨逢锡（老四）
- 后妻：徐提
  - 四子：杨逢棣
  - 次女：杨逢定